# ゲムフィブロジル
ゲムフィブロジル（Gemfibrozil）は、ロピド(Lopid)などの商品名で販売されている、異常な血中脂質レベルの治療に用いられる医薬品である。一般的にゲムフィブロジルよりスタチンが優先的に使用される。食事の改善と運動との併用が勧められる。心臓病のリスクを変えるかどうかは明確ではない。投与法は経口である。
一般的な副作用には、頭痛、めまい、疲労感、腸の不調などがあげられる。重度の副作用には、血管浮腫、胆石、肝臓障害、筋肉の破壊などがあげられる。妊娠中と授乳中の人への投与の安全性は不明確である。
ゲムフィブロジルはフィブラート系薬剤に属する医薬品であり、その作用機序は脂肪細胞の脂質の分解を減少させることによって効果がある。 
ゲムフィブロジルは1968年に特許認可され、1982年に医薬品として用いられるようになった。後発医薬品として入手可能である。日本でも開発されていたが、2002年に承認申請が取り下げられた。2019年の英国のNHSにかかった1か月分の費用は約30ポンドである。米国での1か月分の卸値は約6米ドルである。